# جغرافيا الطب
الجغرافيا الطبية هي فرع في الجغرافيا، تركز على فهم الأنماط المكانية للصحة والمرض فيما يتعلق بالبيئة الطبيعية والاجتماعية. تقليديا، هناك مجالان أساسيان للبحث في الجغرافيا الطبية: الأول يتعامل مع التوزيع المكاني ومحددات المراضة والوفيات، بينما يتناول الثاني التخطيط الصحي، وسلوك طلب المساعدة، وتوفير الخدمات الصحية.

## تاريخ
لطالما تم الاعتراف بالعلاقات بين المكان والصحة على مر التاريخ البشري، حيث سبقت أنظمة التوصيل الصحية الحديثة وقدمت رؤى حول انتقال العوامل المعدية، قبل فترة طويلة من تحول نموذج النظرية الجرثومية في أواخر القرن التاسع عشر. على مر التاريخ كانت هناك العديد من الأمثلة على المكان والموقع الذين يلعبون أدوارا رئيسية في تشكيل تصورات الصحة والمخاطر.
تم الاعتراف بالروابط بين الخصائص الجغرافية والنتائج الصحية، والتي تشكل أساسًا للجغرافيا الطبية الحديثة، قبل أكثر من 2000 سنة من قبل أبقراط في أطروحته و كوربوس أبقراط (400 قبل الميلاد). جلبت الثورة الصناعية في القرن التاسع عشر مجموعة كبيرة من قضايا الصحة العامة الجديدة الناجمة عن التطور الحضري السريع وسوء الصرف الصحي، وهي ظروف غذت تطور رسم خرائط الأمراض، أو رسم الخرائط الطبية. وقد نشأ رسم الخرائط الطبية، الذي كان تمهيداً للجغرافيا الطبية، عن الحاجة إلى الإبلاغ عن أوجه التفاوت المكاني في خطر الإصابة بأمراض غير معروفة السبب، ولا سيما تفشي الكوليرا والحمى الصفراء في المناطق الحضرية.
واحدة من أبرز الشخصيات في كل من علم الأوبئة والجغرافيا الطبية هو جون سنو، الطبيب الذي حدد بشكل صحيح مصدر تفشي وباء الكوليرا في شارع برود عام 1854، وتوضح خريطة سنو الشهيرة لتفشي الكوليرا في عام 1854 بشكل بياني أن الحالات كانت تتجمع حول مضخة برود ستريت، وهي مصدر المياه الملوثة التي غذت الوباء. قادت هذه الخريطة سنو إلى تحديد المضخة الملوثة واستنتجت أن الكوليرا كانت مرضًا عن طريق المياه، وهو إنجاز رائع بالنظر إلى أن البكتيريا كانت غير معروفة للعلم في ذلك الوقت. وفي حين أن مساهمات سنو في الجغرافيا الطبية وعلم الأوبئة لا يمكن دحضها، فإن دور الخريطة في هذا التحقيق بالذات مبالغ فيه إلى حد ما. كانت خرائط النقاط للحالات التي تم إنتاجها خلال الفترة الصناعية أدوات قوية في توصيل نتائج مقاييس الارتباط الوبائية التقليدية، ولكن تم تقييد دورها كأدوات تحليلية بسبب القيود التكنولوجية. نشأت الجغرافيا الطبية الحديثة في الولايات المتحدة في الخمسينات مع العمل الرائد لجاك ماي، الذي عمل كجراح في تايلاند وفيتنام ولاحظ الاختلافات بين التجارب الصحية لمرضايه في هذه المواقع وفي أوروبا. على الرغم من أن الفكرة التي يمكن أن تؤثر على البيئة على صحة الإنسان قد فهم منذ أبقراط، الجغرافيا الطبية كما تصور مايو بناء على هذه الفكرة، واصفا الجغرافيا الطبية بأنها تعمل على فهم طبيعة العلاقات بين انتقال العوامل المسببة للأمراض والعوامل الجغرافية. بدأ شهر مايو قريباً في رسم خرائط التوزيعات العالمية للأمراض واستكشاف العوامل الثقافية والبيئية التي أثرت على هذه التوزيعات.

## مجالات الدراسة
وصف المجال الأول للدراسة في الجغرافيا الطبية بأنه علم الأوبئة الجغرافية أو جغرافيا الأمراض، ويركز على الأنماط المكانية وعمليات الصحة ونتائج المرض. يمكن تمييز مجال البحث هذا عن مجال علم الأوبئة وثيق الصلة من حيث أنه يستخدم مفاهيم وأساليب من الجغرافيا، مما يسمح بمنظور إيكولوجي على الصحة التي تنظر في كيفية التفاعل بين البشر والبيئة تؤدي إلى نتائج صحية ملحوظة. أما المجال الثاني للدراسة فقد ركز على تخطيط وتوفير الخدمات الصحية، وغالباً مع التركيز على التنظيم المكاني للنظم الصحية واستكشاف كيفية تأثير هذا الترتيب على إمكانية الحصول على الرعاية.

## أساليب
تستخدم نظم المعلومات الجغرافية على نطاق واسع في الجغرافيا الطبية لتصور وتحليل البيانات ذات الصلة بالصحة ذات المرجعيات الجغرافية. يمكن أن تكون هذه البيانات المكانية متجه (نقطة أو خط أو مضلع) أو شكل نقطي (شبكة مستمرة) وغالبا ما يتم عرضها في خرائط موضوعية كمية. وكثيرا ما تستخدم نواتج الأمراض والخصائص الاجتماعية الديمغرافية التي يتم جمعها من خلال نظم الترصد وتعدادات السكان كمصادر للبيانات في الدراسات الجغرافية الطبية.
في الدراسات الإيكولوجية للأمراض، فإن البيانات المناخية المستنِدَة، ومسوح الأراضي المُزَوَّلة، وصور الاستشعار عن بعد هي أمثلة على البيانات المستخدمة في تحديد الخصائص البيئية لنظم الأمراض. وتُطبق الإحصاءات أو التحليلات المكانية لاختبار الفرضيات المتعلقة بالأنماط أو العلاقات داخل هذه البيانات، مثل خاصية التبعية المكانية (الكيانات الأقرب مكانياً هي أكثر تشابهاً أو صلةً من الكيانات البعيدة مكانياً) أو التغاير المكاني (المواقع فريدة بالنسبة إلى المواقع الأخرى). بعض الأمثلة على التحليلات المكانية المستخدمة في الجغرافيا الطبية تشمل تحليل نمط النقاط، واختبارات للعلاقة الذاتية المكانية، والتراجع المرجح جغرافياً، والنمذجة البيئية المتخصصة، وإحصاءات المسح المكاني، وتحليل الشبكات.